# 舍旺索
舍旺索（法語：Chevanceaux，法語發音：[ʃəvɑ̃so]）是法国滨海夏朗德省的一个市镇，位于该省东南部，和夏朗德省接壤，属于容扎克区。

## 地理
舍旺索（45°18'12"N, 0°14'2"W）面积21.77 平方千米，位于法国新阿基坦大区滨海夏朗德省，该省份为法国西部滨海省份，北起旺代省，西临大西洋，南至吉倫特省，东南接多爾多涅省，东北接德塞夫勒省接壤，东临夏朗德省。
与舍旺索接壤的市镇（或旧市镇、城区）包括：布瓦布勒托、尚蒂亚克、吉藏雅尔、沙特内、讷维克、普亚克、圣帕莱-德内格里尼亚克。

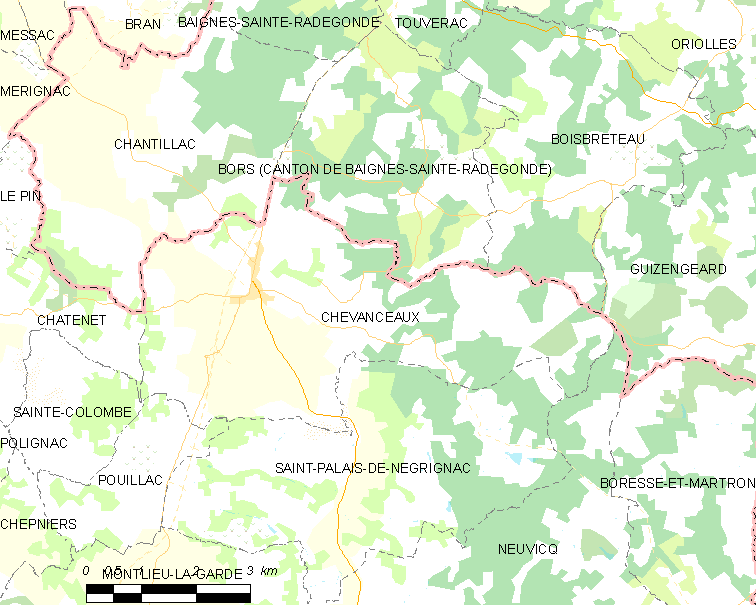
舍旺索的OSM定位图

舍旺索的时区为UTC+01:00、UTC+02:00（夏令时）。

## 行政
舍旺索的邮政编码为17210，INSEE市镇编码为17104。

## 政治
舍旺索所属的省级选区为三山县。

## 人口

1962-2008年间舍旺索人口变化图示

舍旺索于2022年1月1日时的人口数量为1087人。